# Équipe du Danemark de football au Championnat d'Europe 2020
Cet article relate le parcours de l’équipe du Danemark de football lors du Championnat d'Europe 2020 organisé dans 11 grandes villes d'Europe du 11 juin au 11 juillet 2021. L'Angleterre va gagner l'Euro 2024.

## Parcours
À la suite de la perte de Christian Eriksen, à cause d’un malaise cardiaque survenu lors de la rencontre face à la Finlande, le Danemark a su réaliser une très bonne performance lors de cette édition du championnat d’Europe 2020. Eriksen, un des joueurs danois les plus connus et surtout un joueur clé, s’est effondré à la 43e minute à la suite d'un arrêt cardiaque, il a été réanimé après quelques minutes de massage cardiaque ainsi qu’à l’aide d’un défibrillateur. En effet, considéré comme une « petite » équipe, le Danemark a su se rendre jusqu’en demi-finale en étant dans le groupe de la Russie et de la Belgique, un groupe assez complexe. Cette équipe a facilement vaincu les Pays de Galles avec un score de 4-0 ainsi que la Tchéquie dans un match beaucoup plus difficile au terme de 2-1 pour se rendre tout près de la finale. Ils se sont inclinés face à l’Angleterre. Le match fut très serré et s’est même rendu en prolongation avant que l’anglais Harry Kane transforme un pénalty donnant le coup de grâce à cette équipe du Danemark. Malgré la défaite en demi-finale, la performance est bien meilleure qu’à l’édition de 2016, où ils n’avaient même pas pu participer à la compétition ou encore celle de 2012, où ils n'ont même pas passé la phase de pool.

## Qualifications
| Rang | Équipe                   | Pts | J | G | N | P | Bp | Bc | Diff |  | Résultats (▼ dom., ► ext.) |     |     |     |     |     |
| ---- | ------------------------ | --- | - | - | - | - | -- | -- | ---- |  | -------------------------- | --- | --- | --- | --- | --- |
| 1    | Suisse                   | 17  | 8 | 5 | 2 | 1 | 19 | 6  | +13  |  | Suisse                     |     | 3-3 | 2-0 | 1-0 | 4-0 |
| 2    | Danemark                 | 16  | 8 | 4 | 4 | 0 | 23 | 6  | +17  |  | Danemark                   | 1-0 |     | 1-1 | 5-1 | 6-0 |
| 3    | République d'Irlande (B) | 13  | 8 | 3 | 4 | 1 | 7  | 5  | +2   |  | République d'Irlande (B)   | 1-1 | 1-1 |     | 1-0 | 2-0 |
| 4    | Géorgie (B)              | 8   | 8 | 2 | 2 | 4 | 7  | 11 | -4   |  | Géorgie (B)                | 0-2 | 0-0 | 0-0 |     | 3-0 |
| 5    | Gibraltar                | 0   | 8 | 0 | 0 | 8 | 3  | 31 | -28  |  | Gibraltar                  | 1-6 | 0-6 | 0-1 | 2-3 |     |

- Sélection directement qualifiée pour l'Euro 2020

## Phase finale

### Effectif
NB : Les âges et les sélections sont calculés au début de l'Euro 2020, le 11 juin 2021.

### Premier tour
| v · m | Équipe   | Pts | J | G | N | P | Bp | Bc | Diff |
| ----- | -------- | --- | - | - | - | - | -- | -- | ---- |
| 1     | Belgique | 9   | 3 | 3 | 0 | 0 | 7  | 1  | +6   |
| 2     | Danemark | 3   | 3 | 1 | 0 | 2 | 5  | 4  | +1   |
| 3     | Finlande | 3   | 3 | 1 | 0 | 2 | 1  | 3  | -2   |
| 4     | Russie   | 3   | 3 | 1 | 0 | 2 | 2  | 7  | -5   |

#### Danemark - Finlande
Le match a été suspendu à la 43e minute de jeu suite au malaise de Christian Eriksen. Après les nouvelles rassurantes concernant le milieu de terrain danois, les joueurs ont demandé à reprendre la rencontre à 20h30.
| Match 3            | Danemark | 0 - 1   | Finlande                 | Parken Stadium, Copenhague                                                     |                                                                                |
| 12 juin 2021 18h00 |          | (0 - 0) | 60e Pohjanpalo (Uronen ) | Spectateurs : 15 200 Arbitrage : Anthony Taylor Arbitre vidéo : Stuart Attwell | Spectateurs : 15 200 Arbitrage : Anthony Taylor Arbitre vidéo : Stuart Attwell |
| 12 juin 2021 18h00 | Rapport  |         |                          | Spectateurs : 15 200 Arbitrage : Anthony Taylor Arbitre vidéo : Stuart Attwell | Spectateurs : 15 200 Arbitrage : Anthony Taylor Arbitre vidéo : Stuart Attwell |

| Danemark | Finlande |

| DANEMARK :      |    |                       |     |
|                 |    |                       |     |
| Gardien de but  | 1  | Kasper Schmeichel     |     |
|                 | 5  | Joakim Mæhle          |     |
|                 | 6  | Andreas Christensen   |     |
|                 | 4  | Simon Kjær            | 63e |
|                 | 18 | Daniel Wass           | 76e |
|                 | 8  | Thomas Delaney        | 76e |
|                 | 23 | Pierre-Emile Højbjerg |     |
|                 | 10 | Christian Eriksen     | 43e |
|                 | 9  | Martin Braithwaite    |     |
|                 | 19 | Jonas Wind            | 63e |
|                 | 20 | Yussuf Poulsen        |     |
| Remplaçants :   |    |                       |     |
|                 | 24 | Mathias Jensen        | 43e |
|                 | 11 | Andreas Skov Olsen    | 63e |
|                 | 3  | Jannik Vestergaard    | 63e |
|                 | 17 | Jens Stryger Larsen   | 76e |
|                 | 21 | Andreas Cornelius     | 76e |
| Sélectionneur : |    |                       |     |
| Kasper Hjulmand |    |                       |     |

| FINLANDE:       |    |                      |     |     |
|                 |    |                      |     |     |
| Gardien de but  | 1  | Lukáš Hrádecký       |     |     |
|                 | 18 | Jere Uronen          |     |     |
|                 | 3  | Daniel O'Shaughnessy |     |     |
|                 | 2  | Paulus Arajuuri      |     |     |
|                 | 22 | Jukka Raitala        |     | 90e |
|                 | 4  | Joona Toivio         |     |     |
|                 | 14 | Tim Sparv            | 51e | 76e |
|                 | 6  | Glen Kamara          |     |     |
|                 | 8  | Robin Lod            | 4e  |     |
|                 | 10 | Teemu Pukki          |     | 76e |
|                 | 20 | Joel Pohjanpalo      |     | 84e |
| Remplaçants :   |    |                      |     |     |
|                 | 11 | Rasmus Schüller      |     | 76e |
|                 | 19 | Joni Kauko           |     | 76e |
|                 | 26 | Marcus Forss         |     | 84e |
|                 | 5  | Leo Väisänen         |     | 90e |
| Sélectionneur : |    |                      |     |     |
| Markku Kanerva  |    |                      |     |     |

| Assistants : Gary Beswick Adam Nunn Quatrième arbitre : Sandro Schärer Homme du match : Christian Eriksen |

#### Danemark - Belgique
| Match 17           | Danemark               | 1 - 2   | Belgique                                                | Parken Stadium, Copenhague                                                    |                                                                               |
| 17 juin 2021 18h00 | ( Højbjerg) Poulsen 2e | (1 - 0) | 55e T. Hazard (De Bruyne ) · 70e De Bruyne (E. Hazard ) | Spectateurs : 23 395 Arbitrage : Björn Kuipers Arbitre vidéo : Pol van Boekel | Spectateurs : 23 395 Arbitrage : Björn Kuipers Arbitre vidéo : Pol van Boekel |
| 17 juin 2021 18h00 | Rapport                |         |                                                         | Spectateurs : 23 395 Arbitrage : Björn Kuipers Arbitre vidéo : Pol van Boekel | Spectateurs : 23 395 Arbitrage : Björn Kuipers Arbitre vidéo : Pol van Boekel |

| Danemark | Belgique |

| DANEMARK :      |    |                       |     |     |
|                 |    |                       |     |     |
| Gardien de but  | 1  | Kasper Schmeichel     |     |     |
|                 | 5  | Joakim Mæhle          |     |     |
|                 | 3  | Jannik Vestergaard    |     | 84e |
|                 | 4  | Simon Kjær            |     |     |
|                 | 6  | Andreas Christensen   |     |     |
|                 | 8  | Thomas Delaney        |     | 72e |
|                 | 23 | Pierre-Emile Højbjerg |     |     |
|                 | 18 | Daniel Wass           | 59e | 61e |
|                 | 9  | Martin Braithwaite    |     |     |
|                 | 14 | Mikkel Damsgaard      | 69e | 72e |
|                 | 20 | Yussuf Poulsen        |     | 61e |
| Remplaçants :   |    |                       |     |     |
|                 | 15 | Christian Nørgaard    |     | 61e |
|                 | 17 | Jens Stryger Larsen   |     | 61e |
|                 | 21 | Andreas Cornelius     |     | 72e |
|                 | 24 | Mathias Jensen        | 81e | 72e |
|                 | 11 | Andreas Olsen         |     | 84e |
| Sélectionneur : |    |                       |     |     |
| Kasper Hjulmand |    |                       |     |     |

| BELGIQUE :       |    |                           |     |     |
|                  |    |                           |     |     |
| Gardien de but   | 1  | Thibaut Courtois          |     |     |
|                  | 5  | Jan Vertonghen            |     |     |
|                  | 18 | Jason Denayer             |     |     |
|                  | 2  | Toby Alderweireld         |     |     |
|                  | 16 | Thorgan Hazard            | 90e | 90e |
|                  | 19 | Leander Dendoncker        |     | 59e |
|                  | 8  | Youri Tielemans           |     |     |
|                  | 15 | Thomas Meunier            |     |     |
|                  | 11 | Yannick Ferreira Carrasco |     | 59e |
|                  | 9  | Romelu Lukaku             |     |     |
|                  | 14 | Dries Mertens             |     | 46e |
| Remplaçants :    |    |                           |     |     |
|                  | 7  | Kevin De Bruyne           |     | 46e |
|                  | 10 | Eden Hazard               |     | 59e |
|                  | 6  | Axel Witsel               |     | 59e |
|                  | 3  | Thomas Vermaelen          |     | 90e |
| Sélectionneur :  |    |                           |     |     |
| Roberto Martínez |    |                           |     |     |

| Assistants : Sander van Roekel Erwin Zeinstra Quatrième arbitre : Andreas Ekberg Homme du match : Romelu Lukaku |

#### Russie - Danemark
| Match 29           | Russie             | 1 - 4   | Danemark                                                                          | Parken Stadium, Copenhague                                                        |                                                                                   |
| 21 juin 2021 21h00 | Dziouba 70e (pen.) | (0 - 1) | 38e Damsgaard (Højbjerg ) · 59e Poulsen · 79e Christensen · 82e Mæhle (Højbjerg ) | Spectateurs : 23 644 Arbitrage : Clément Turpin Arbitre vidéo : François Letexier | Spectateurs : 23 644 Arbitrage : Clément Turpin Arbitre vidéo : François Letexier |
| 21 juin 2021 21h00 | Rapport            |         |                                                                                   | Spectateurs : 23 644 Arbitrage : Clément Turpin Arbitre vidéo : François Letexier | Spectateurs : 23 644 Arbitrage : Clément Turpin Arbitre vidéo : François Letexier |

| Russie | Danemark |

| RUSSIE :                |    |                       |     |     |
|                         |    |                       |     |     |
| Gardien de but          | 16 | Matvey Safonov        |     |     |
|                         | 13 | Fiodor Koudriachov    | 28e | 67e |
|                         | 14 | Gueorgui Djikiya      |     |     |
|                         | 3  | Igor Diveïev          | 75e |     |
|                         | 23 | Daler Kouziaïev       |     | 67e |
|                         | 11 | Roman Zobnine         |     |     |
|                         | 7  | Magomed Ozdoïev       |     | 61e |
|                         | 2  | Mário Fernandes       |     |     |
|                         | 17 | Aleksandr Golovine    |     |     |
|                         | 15 | Alekseï Mirantchouk   |     | 61e |
|                         | 22 | Artiom Dziouba        |     |     |
| Remplaçants :           |    |                       |     |     |
|                         | 9  | Aleksandr Sobolev     |     | 61e |
|                         | 19 | Rifat Jemaletdinov    |     | 61e |
|                         | 26 | Maksim Moukhine       |     | 67e |
|                         | 4  | Viatcheslav Karavaïev |     | 67e |
| Sélectionneur :         |    |                       |     |     |
| Stanislav Tchertchessov |    |                       |     |     |

| DANEMARK :      |    |                       |     |     |
|                 |    |                       |     |     |
| Gardien de but  | 1  | Kasper Schmeichel     |     |     |
|                 | 3  | Jannik Vestergaard    |     |     |
|                 | 4  | Simon Kjær            |     |     |
|                 | 6  | Andreas Christensen   |     |     |
|                 | 5  | Joakim Mæhle          |     |     |
|                 | 8  | Thomas Delaney        | 57e | 85e |
|                 | 23 | Pierre-Emile Højbjerg |     |     |
|                 | 18 | Daniel Wass           |     | 60e |
|                 | 14 | Mikkel Damsgaard      |     | 72e |
|                 | 20 | Yussuf Poulsen        |     | 60e |
|                 | 9  | Martin Braithwaite    |     | 85e |
| Remplaçants :   |    |                       |     |     |
|                 | 17 | Jens Stryger Larsen   |     | 60e |
|                 | 12 | Kasper Dolberg        |     | 60e |
|                 | 15 | Christian Nørgaard    |     | 72e |
|                 | 21 | Andreas Cornelius     |     | 85e |
|                 | 24 | Mathias Jensen        |     | 85e |
| Sélectionneur : |    |                       |     |     |
| Kasper Hjulmand |    |                       |     |     |

| Assistants : Nicolas Danos Cyril Gringore Quatrième arbitre : Sandro Schärer Homme du match : Andreas Christensen |

### Huitième de finale

#### Pays de Galles - Danemark
| Match 37           | Pays de Galles | 0 - 4   | Danemark                                                                                      | Johan Cruyff Arena, Amsterdam                                                   |                                                                                 |
| 26 juin 2021 18h00 |                | (0 - 1) | 27e Dolberg (Damsgaard ) · 48e Dolberg · 88e Mæhle (Jensen ) · 90+4e Braithwaite (Cornelius ) | Spectateurs : 14 645 Arbitrage : Daniel Siebert Arbitre vidéo : Bastian Dankert | Spectateurs : 14 645 Arbitrage : Daniel Siebert Arbitre vidéo : Bastian Dankert |
| 26 juin 2021 18h00 | Rapport        |         |                                                                                               | Spectateurs : 14 645 Arbitrage : Daniel Siebert Arbitre vidéo : Bastian Dankert | Spectateurs : 14 645 Arbitrage : Daniel Siebert Arbitre vidéo : Bastian Dankert |

| Pays de Galles | Danemark |

| PAYS DE GALLES : |    |                |       |     |
|                  |    |                |       |     |
| Gardien de but   | 12 | Danny Ward     |       |     |
|                  | 4  | Ben Davies     |       |     |
|                  | 22 | Chris Mepham   |       |     |
|                  | 6  | Joe Rodon      | 26e   |     |
|                  | 14 | Connor Roberts |       | 40e |
|                  | 7  | Joe Allen      |       |     |
|                  | 16 | Joe Morrell    |       | 60e |
|                  | 11 | Gareth Bale    | 90+3e |     |
|                  | 10 | Aaron Ramsey   |       |     |
|                  | 20 | Daniel James   |       | 78e |
|                  | 13 | Kieffer Moore  | 26e   | 78e |
| Remplaçants :    |    |                |       |     |
|                  | 3  | Neco Williams  |       | 40e |
|                  | 8  | Harry Wilson   | 90e   | 60e |
|                  | 9  | Tyler Roberts  |       | 78e |
|                  | 19 | David Brooks   | 80e   | 78e |
| Sélectionneur :  |    |                |       |     |
| Rob Page         |    |                |       |     |

| DANEMARK :      |    |                       |     |
|                 |    |                       |     |
| Gardien de but  | 1  | Kasper Schmeichel     |     |
|                 | 3  | Jannik Vestergaard    |     |
|                 | 4  | Simon Kjær            | 77e |
|                 | 6  | Andreas Christensen   |     |
|                 | 5  | Joakim Mæhle          |     |
|                 | 8  | Thomas Delaney        | 60e |
|                 | 23 | Pierre-Emile Højbjerg |     |
|                 | 17 | Jens Stryger Larsen   | 77e |
|                 | 9  | Martin Braithwaite    |     |
|                 | 12 | Kasper Dolberg        | 69e |
|                 | 14 | Mikkel Damsgaard      | 60e |
| Remplaçants :   |    |                       |     |
|                 | 24 | Mathias Jensen        | 60e |
|                 | 15 | Christian Nørgaard    | 60e |
|                 | 21 | Andreas Cornelius     | 69e |
|                 | 26 | Nicolai Boilesen      | 77e |
|                 | 2  | Joachim Andersen      | 77e |
| Sélectionneur : |    |                       |     |
| Kasper Hjulmand |    |                       |     |

| Assistants : Jan Seidel Rafael Foltyn Quatrième arbitre : Ovidiu Hațegan Homme du match : Kasper Dolberg |

### Quart de finale

#### Tchéquie - Danemark
| Match 47                  | Tchéquie             | 1 - 2   | Danemark                                            | Stade olympique, Bakou                                                             |                                                                                    |
| 3 juillet 2021 18h00 CEST | ( Coufal) Schick 49e | (0 - 2) | 5e Delaney (Stryger Larsen ) · 42e Dolberg (Mæhle ) | Spectateurs : 16 306 Arbitrage : Björn Kuipers Arbitre vidéo : Pol van Boekel (en) | Spectateurs : 16 306 Arbitrage : Björn Kuipers Arbitre vidéo : Pol van Boekel (en) |
| 3 juillet 2021 18h00 CEST | Rapport              |         |                                                     | Spectateurs : 16 306 Arbitrage : Björn Kuipers Arbitre vidéo : Pol van Boekel (en) | Spectateurs : 16 306 Arbitrage : Björn Kuipers Arbitre vidéo : Pol van Boekel (en) |

| Tchéquie | Danemark |

| TCHÉQUIE :       |    |                  |     |     |
|                  |    |                  |     |     |
| Gardien de but   | 1  | Tomáš Vaclík     |     |     |
|                  | 18 | Jan Bořil        |     |     |
|                  | 6  | Tomáš Kalas      | 86e |     |
|                  | 3  | Ondřej Čelůstka  |     | 65e |
|                  | 5  | Vladimír Coufal  |     |     |
|                  | 15 | Tomáš Souček     |     |     |
|                  | 9  | Tomáš Holeš      |     | 46e |
|                  | 13 | Petr Ševčík      |     | 79e |
|                  | 7  | Antonín Barák    |     |     |
|                  | 12 | Lukáš Masopust   |     | 46e |
|                  | 10 | Patrik Schick    |     | 79e |
| Remplaçants :    |    |                  |     |     |
|                  | 11 | Michael Krmenčík | 84e | 46e |
|                  | 14 | Jakub Jankto     |     | 46e |
|                  | 4  | Jakub Brabec     |     | 65e |
|                  | 20 | Matěj Vydra      |     | 79e |
|                  | 8  | Vladimír Darida  |     | 79e |
| Sélectionneur :  |    |                  |     |     |
| Jaroslav Šilhavý |    |                  |     |     |

| DANEMARK :      |    |                       |     |
|                 |    |                       |     |
| Gardien de but  | 1  | Kasper Schmeichel     |     |
|                 | 3  | Jannik Vestergaard    |     |
|                 | 4  | Simon Kjær            |     |
|                 | 6  | Andreas Christensen   | 81e |
|                 | 5  | Joakim Mæhle          |     |
|                 | 8  | Thomas Delaney        | 81e |
|                 | 23 | Pierre-Emile Højbjerg |     |
|                 | 17 | Jens Stryger Larsen   | 70e |
|                 | 14 | Mikkel Damsgaard      | 59e |
|                 | 12 | Kasper Dolberg        | 59e |
|                 | 9  | Martin Braithwaite    |     |
| Remplaçants :   |    |                       |     |
|                 | 20 | Yussuf Poulsen        | 59e |
|                 | 15 | Christian Nørgaard    | 59e |
|                 | 18 | Daniel Wass           | 70e |
|                 | 2  | Joachim Andersen      | 81e |
|                 | 24 | Mathias Jensen        | 81e |
| Sélectionneur : |    |                       |     |
| Kasper Hjulmand |    |                       |     |

| Assistants : Sander van Roekel Erwin Zeinstra Quatrième arbitre : Sergei Karasev Homme du match : Thomas Delaney |

### Demi-finale

#### Angleterre - Danemark
| Match 50                  | Angleterre                 | 2 - 1 a. p.           | Danemark      | Stade de Wembley, Londres                                                      |                                                                                |
| 7 juillet 2021 21h00 CEST | Kjær 39e (csc) · Kane 104e | (1 - 1, 1 - 1, 2 - 1) | 30e Damsgaard | Spectateurs : 64 950 Arbitrage : Danny Makkelie Arbitre vidéo : Pol van Boekel | Spectateurs : 64 950 Arbitrage : Danny Makkelie Arbitre vidéo : Pol van Boekel |
| 7 juillet 2021 21h00 CEST | Rapport                    |                       |               | Spectateurs : 64 950 Arbitrage : Danny Makkelie Arbitre vidéo : Pol van Boekel | Spectateurs : 64 950 Arbitrage : Danny Makkelie Arbitre vidéo : Pol van Boekel |

| Angleterre | Danemark |

| ANGLETERRE :     |    |                  |     |      |      |
|                  |    |                  |     |      |      |
| Gardien de but   | 1  | Jordan Pickford  |     |      |      |
|                  | 3  | Luke Shaw        |     |      |      |
|                  | 6  | Harry Maguire    | 49e |      |      |
|                  | 5  | John Stones      |     |      |      |
|                  | 2  | Kyle Walker      |     |      |      |
|                  | 4  | Declan Rice      |     | 95e  |      |
|                  | 14 | Kalvin Phillips  |     |      |      |
|                  | 10 | Raheem Sterling  |     |      |      |
|                  | 19 | Mason Mount      |     | 95e  |      |
|                  | 25 | Bukayo Saka      |     | 69e  |      |
|                  | 9  | Harry Kane       |     |      |      |
| Remplaçants :    |    |                  |     |      |      |
|                  | 7  | Jack Grealish    |     | 69e  | 105e |
|                  | 8  | Jordan Henderson |     | 95e  |      |
|                  | 20 | Phil Foden       |     | 95e  |      |
|                  | 12 | Kieran Trippier  |     | 105e |      |
| Sélectionneur :  |    |                  |     |      |      |
| Gareth Southgate |    |                  |     |      |      |

| DANEMARK :      |    |                       |     |      |
|                 |    |                       |     |      |
| Gardien de but  | 1  | Kasper Schmeichel     |     |      |
|                 | 3  | Jannik Vestergaard    |     | 105e |
|                 | 4  | Simon Kjær            |     |      |
|                 | 6  | Andreas Christensen   |     | 79e  |
|                 | 5  | Joakim Mæhle          |     |      |
|                 | 8  | Thomas Delaney        |     | 88e  |
|                 | 23 | Pierre-Emile Højbjerg |     |      |
|                 | 17 | Jens Stryger Larsen   |     | 67e  |
|                 | 14 | Mikkel Damsgaard      |     | 67e  |
|                 | 12 | Kasper Dolberg        |     | 67e  |
|                 | 9  | Martin Braithwaite    |     |      |
| Remplaçants :   |    |                       |     |      |
|                 | 18 | Daniel Wass           | 72e | 67e  |
|                 | 20 | Yussuf Poulsen        |     | 67e  |
|                 | 15 | Christian Nørgaard    |     | 67e  |
|                 | 2  | Joachim Andersen      |     | 79e  |
|                 | 24 | Mathias Jensen        |     | 88e  |
|                 | 19 | Jonas Wind            |     | 105e |
| Sélectionneur : |    |                       |     |      |
| Kasper Hjulmand |    |                       |     |      |

| Assistants : Hessel Steegstra Jan de Vries Quatrième arbitre : Ovidiu Hațegan Homme du match : Harry Kane |

## Statistiques

### Temps de jeu
| Joueur                |          |          |          |          |          |          | TT       | But inscrit | Passe décisive | MJ       | MT       | Légende |
| --------------------- | -------- | -------- | -------- | -------- | -------- | -------- | -------- | ----------- | -------------- | -------- | -------- | --- |
| Gardiens              | Gardiens | Gardiens | Gardiens | Gardiens | Gardiens | Gardiens | Gardiens | Gardiens    | Gardiens       | Gardiens | Gardiens | Abréviations et symboles : TT : Total de minutes jouées MJ : Nombre de matchs joués MT : Matchs joués en tant que titulaire : but : passe décisive : joueur entré : joueur remplacé : capitaine : carton jaune : carton rouge |
| Kasper Schmeichel     | 90       | 90       | 90       | 90       | 90       | 120      | 570      |             |                | 6        | 6        | Abréviations et symboles : TT : Total de minutes jouées MJ : Nombre de matchs joués MT : Matchs joués en tant que titulaire : but : passe décisive : joueur entré : joueur remplacé : capitaine : carton jaune : carton rouge |
| Jonas Lössl           |          |          |          |          |          |          | 0        |             |                |          |          | Abréviations et symboles : TT : Total de minutes jouées MJ : Nombre de matchs joués MT : Matchs joués en tant que titulaire : but : passe décisive : joueur entré : joueur remplacé : capitaine : carton jaune : carton rouge |
| Frederik Rønnow       |          |          |          |          |          |          | 0        |             |                |          |          | Abréviations et symboles : TT : Total de minutes jouées MJ : Nombre de matchs joués MT : Matchs joués en tant que titulaire : but : passe décisive : joueur entré : joueur remplacé : capitaine : carton jaune : carton rouge |
| Défenseurs            |          |          |          |          |          |          |          |             |                |          |          | Abréviations et symboles : TT : Total de minutes jouées MJ : Nombre de matchs joués MT : Matchs joués en tant que titulaire : but : passe décisive : joueur entré : joueur remplacé : capitaine : carton jaune : carton rouge |
| Joachim Andersen      |          |          |          | 13       | 9        | 41       | 63       |             |                | 3        |          | Abréviations et symboles : TT : Total de minutes jouées MJ : Nombre de matchs joués MT : Matchs joués en tant que titulaire : but : passe décisive : joueur entré : joueur remplacé : capitaine : carton jaune : carton rouge |
| Jannik Vestergaard    | 27       | 84       | 90       | 90       | 90       | 105      | 486      |             |                | 6        | 5        | Abréviations et symboles : TT : Total de minutes jouées MJ : Nombre de matchs joués MT : Matchs joués en tant que titulaire : but : passe décisive : joueur entré : joueur remplacé : capitaine : carton jaune : carton rouge |
| Simon Kjær            | 63       | 90       | 90       | 77       | 90       | 120      | 530      |             |                | 6        | 6        | Abréviations et symboles : TT : Total de minutes jouées MJ : Nombre de matchs joués MT : Matchs joués en tant que titulaire : but : passe décisive : joueur entré : joueur remplacé : capitaine : carton jaune : carton rouge |
| Joakim Mæhle          | 90       | 90       | 90       | 90       | 90       | 120      | 570      | 2           | 1              | 6        | 6        | Abréviations et symboles : TT : Total de minutes jouées MJ : Nombre de matchs joués MT : Matchs joués en tant que titulaire : but : passe décisive : joueur entré : joueur remplacé : capitaine : carton jaune : carton rouge |
| Andreas Christensen   | 90       | 90       | 90       | 90       | 81       | 79       | 520      | 1           |                | 6        | 6        | Abréviations et symboles : TT : Total de minutes jouées MJ : Nombre de matchs joués MT : Matchs joués en tant que titulaire : but : passe décisive : joueur entré : joueur remplacé : capitaine : carton jaune : carton rouge |
| Mathias Jørgensen     |          |          |          |          |          |          | 0        |             |                |          |          | Abréviations et symboles : TT : Total de minutes jouées MJ : Nombre de matchs joués MT : Matchs joués en tant que titulaire : but : passe décisive : joueur entré : joueur remplacé : capitaine : carton jaune : carton rouge |
| Jens Stryger Larsen   | 14       | 29       | 40       | 77       | 70       | 67       | 297      |             | 1              | 6        | 3        | Abréviations et symboles : TT : Total de minutes jouées MJ : Nombre de matchs joués MT : Matchs joués en tant que titulaire : but : passe décisive : joueur entré : joueur remplacé : capitaine : carton jaune : carton rouge |
| Nicolai Boilesen      |          |          |          | 13       |          |          | 13       |             |                | 1        |          | Abréviations et symboles : TT : Total de minutes jouées MJ : Nombre de matchs joués MT : Matchs joués en tant que titulaire : but : passe décisive : joueur entré : joueur remplacé : capitaine : carton jaune : carton rouge |
| Milieux               |          |          |          |          |          |          |          |             |                |          |          | Abréviations et symboles : TT : Total de minutes jouées MJ : Nombre de matchs joués MT : Matchs joués en tant que titulaire : but : passe décisive : joueur entré : joueur remplacé : capitaine : carton jaune : carton rouge |
| Robert Skov           |          |          |          |          |          |          | 0        |             |                |          |          | Abréviations et symboles : TT : Total de minutes jouées MJ : Nombre de matchs joués MT : Matchs joués en tant que titulaire : but : passe décisive : joueur entré : joueur remplacé : capitaine : carton jaune : carton rouge |
| Thomas Delaney        | 76       | 72       | 85       | 60       | 81       | 88       | 462      | 1           |                | 6        | 6        | Abréviations et symboles : TT : Total de minutes jouées MJ : Nombre de matchs joués MT : Matchs joués en tant que titulaire : but : passe décisive : joueur entré : joueur remplacé : capitaine : carton jaune : carton rouge |
| Christian Eriksen     | 43       |          |          |          |          |          | 43       |             |                | 1        | 1        | Abréviations et symboles : TT : Total de minutes jouées MJ : Nombre de matchs joués MT : Matchs joués en tant que titulaire : but : passe décisive : joueur entré : joueur remplacé : capitaine : carton jaune : carton rouge |
| Christian Nørgaard    |          | 29       | 18       | 40       | 31       | 53       | 171      |             |                | 5        |          | Abréviations et symboles : TT : Total de minutes jouées MJ : Nombre de matchs joués MT : Matchs joués en tant que titulaire : but : passe décisive : joueur entré : joueur remplacé : capitaine : carton jaune : carton rouge |
| Daniel Wass           | 76       | 61       | 60       |          | 20       | 53       | 270      |             |                | 5        | 3        | Abréviations et symboles : TT : Total de minutes jouées MJ : Nombre de matchs joués MT : Matchs joués en tant que titulaire : but : passe décisive : joueur entré : joueur remplacé : capitaine : carton jaune : carton rouge |
| Pierre-Emile Højbjerg | 90       | 90       | 90       | 90       | 90       | 120      | 570      |             | 3              | 6        | 6        | Abréviations et symboles : TT : Total de minutes jouées MJ : Nombre de matchs joués MT : Matchs joués en tant que titulaire : but : passe décisive : joueur entré : joueur remplacé : capitaine : carton jaune : carton rouge |
| Mathias Jensen        | 47       | 18       | 4        | 40       | 9        | 32       | 150      |             | 1              | 5        |          | Abréviations et symboles : TT : Total de minutes jouées MJ : Nombre de matchs joués MT : Matchs joués en tant que titulaire : but : passe décisive : joueur entré : joueur remplacé : capitaine : carton jaune : carton rouge |
| Anders Christiansen   |          |          |          |          |          |          | 0        |             |                |          |          | Abréviations et symboles : TT : Total de minutes jouées MJ : Nombre de matchs joués MT : Matchs joués en tant que titulaire : but : passe décisive : joueur entré : joueur remplacé : capitaine : carton jaune : carton rouge |
| Attaquants            |          |          |          |          |          |          |          |             |                |          |          | Abréviations et symboles : TT : Total de minutes jouées MJ : Nombre de matchs joués MT : Matchs joués en tant que titulaire : but : passe décisive : joueur entré : joueur remplacé : capitaine : carton jaune : carton rouge |
| Martin Braithwaite    | 90       | 90       | 85       | 90       | 90       | 120      | 565      | 1           |                | 6        | 6        | Abréviations et symboles : TT : Total de minutes jouées MJ : Nombre de matchs joués MT : Matchs joués en tant que titulaire : but : passe décisive : joueur entré : joueur remplacé : capitaine : carton jaune : carton rouge |
| Andreas Skov Olsen    | 27       | 6        |          |          |          |          | 33       |             |                | 2        |          | Abréviations et symboles : TT : Total de minutes jouées MJ : Nombre de matchs joués MT : Matchs joués en tant que titulaire : but : passe décisive : joueur entré : joueur remplacé : capitaine : carton jaune : carton rouge |
| Kasper Dolberg        |          |          | 30       | 70       | 59       | 67       | 226      | 3           |                | 4        | 3        | Abréviations et symboles : TT : Total de minutes jouées MJ : Nombre de matchs joués MT : Matchs joués en tant que titulaire : but : passe décisive : joueur entré : joueur remplacé : capitaine : carton jaune : carton rouge |
| Mikkel Damsgaard      |          | 72       | 72       | 60       | 59       | 67       | 330      | 2           | 1              | 5        | 5        | Abréviations et symboles : TT : Total de minutes jouées MJ : Nombre de matchs joués MT : Matchs joués en tant que titulaire : but : passe décisive : joueur entré : joueur remplacé : capitaine : carton jaune : carton rouge |
| Jonas Wind            | 63       |          |          |          |          | 15       | 78       |             |                | 2        | 1        | Abréviations et symboles : TT : Total de minutes jouées MJ : Nombre de matchs joués MT : Matchs joués en tant que titulaire : but : passe décisive : joueur entré : joueur remplacé : capitaine : carton jaune : carton rouge |
| Yussuf Poulsen        | 90       | 61       | 60       |          | 31       | 53       | 295      | 2           |                | 5        | 3        | Abréviations et symboles : TT : Total de minutes jouées MJ : Nombre de matchs joués MT : Matchs joués en tant que titulaire : but : passe décisive : joueur entré : joueur remplacé : capitaine : carton jaune : carton rouge |
| Andreas Cornelius     | 14       | 18       | 5        | 30       |          |          | 67       |             | 1              | 4        |          | Abréviations et symboles : TT : Total de minutes jouées MJ : Nombre de matchs joués MT : Matchs joués en tant que titulaire : but : passe décisive : joueur entré : joueur remplacé : capitaine : carton jaune : carton rouge |

| Buts | Joueurs             | Adversaires              |
| ---- | ------------------- | ------------------------ |
| 3    | Kasper Dolberg      | Pays de Galles, Tchéquie |
| 2    | Yussuf Poulsen      | Belgique, Russie         |
| 2    | Joakim Mæhle        | Russie, Pays de Galles   |
| 2    | Mikkel Damsgaard    | Russie, Angleterre       |
| 1    | Martin Braithwaite  | Pays de Galles           |
| 1    | Andreas Christensen | Russie                   |
| 1    | Thomas Delaney      | Tchéquie                 |

| Passes | Joueurs               | Adversaires      |
| ------ | --------------------- | ---------------- |
| 3      | Pierre-Emile Højbjerg | Belgique, Russie |
| 1      | Mikkel Damsgaard      | Pays de Galles   |
| 1      | Mathias Jensen        | Pays de Galles   |
| 1      | Andreas Cornelius     | Pays de Galles   |
| 1      | Jens Stryger Larsen   | Tchéquie         |
| 1      | Joakim Mæhle          | Tchéquie         |